# Équipe de Nouvelle-Zélande de rink hockey
L'équipe de Nouvelle-Zélande de rink hockey est la sélection nationale qui représente la Nouvelle-Zélande en rink hockey.

## Sélection actuelle
| # | Joueur | Poste |
|   |        |       |
|   |        |       |
|   |        |       |
|   |        |       |
|   |        |       |
|   |        |       |
|   |        |       |
|   |        |       |
|   |        |       |
|   |        |       |
|   |        |       |